# أوليفر جيمس (ممثل)
أوليفر جيمس (بالإنجليزية: Oliver James)‏ هو مغني وموسيقي وكاتب أغاني وممثل بريطاني، ولد في 1 يونيو 1980 في المملكة المتحدة. بدأ مشواره المهني سنة 2002.

## وصلات خارجية
- أوليفر جيمس على موقع IMDb (الإنجليزية)
- أوليفر جيمس على موقع أول موفي (الإنجليزية)
- أوليفر جيمس على موقع إن إن دي بي (الإنجليزية)
- أوليفر جيمس على موقع قاعدة بيانات الفيلم (الإنجليزية)